# Àrtam gris
L’àrtam gris (Artamus cinereus) és una espècie d'ocell de la família dels artàmids. Habita sabanes amb arbres a les illes de Timor, Leti i Sermata a les illes Petites de la Sonda. Austràlia (a excepció de la costa sud-occidental i des del sud-est de Queensland cap al sud fins a Victòria i sud-est d'Austràlia Meridional).